# Dzvîneaci, Bohorodceanî
Dzvîneaci (în ucraineană Дзвиняч) este o comună în raionul Bohorodceanî, regiunea Ivano-Frankivsk, Ucraina, formată numai din satul de reședință.

## Demografie
Componența lingvistică a comunei Dzvîneaci
     Ucraineană (99,68%)
     Alte limbi (0,24%)
Conform recensământului din 2001, majoritatea populației comunei Dzvîneaci era vorbitoare de ucraineană (99,68%), existând în minoritate și vorbitori de alte limbi.